# New Reform

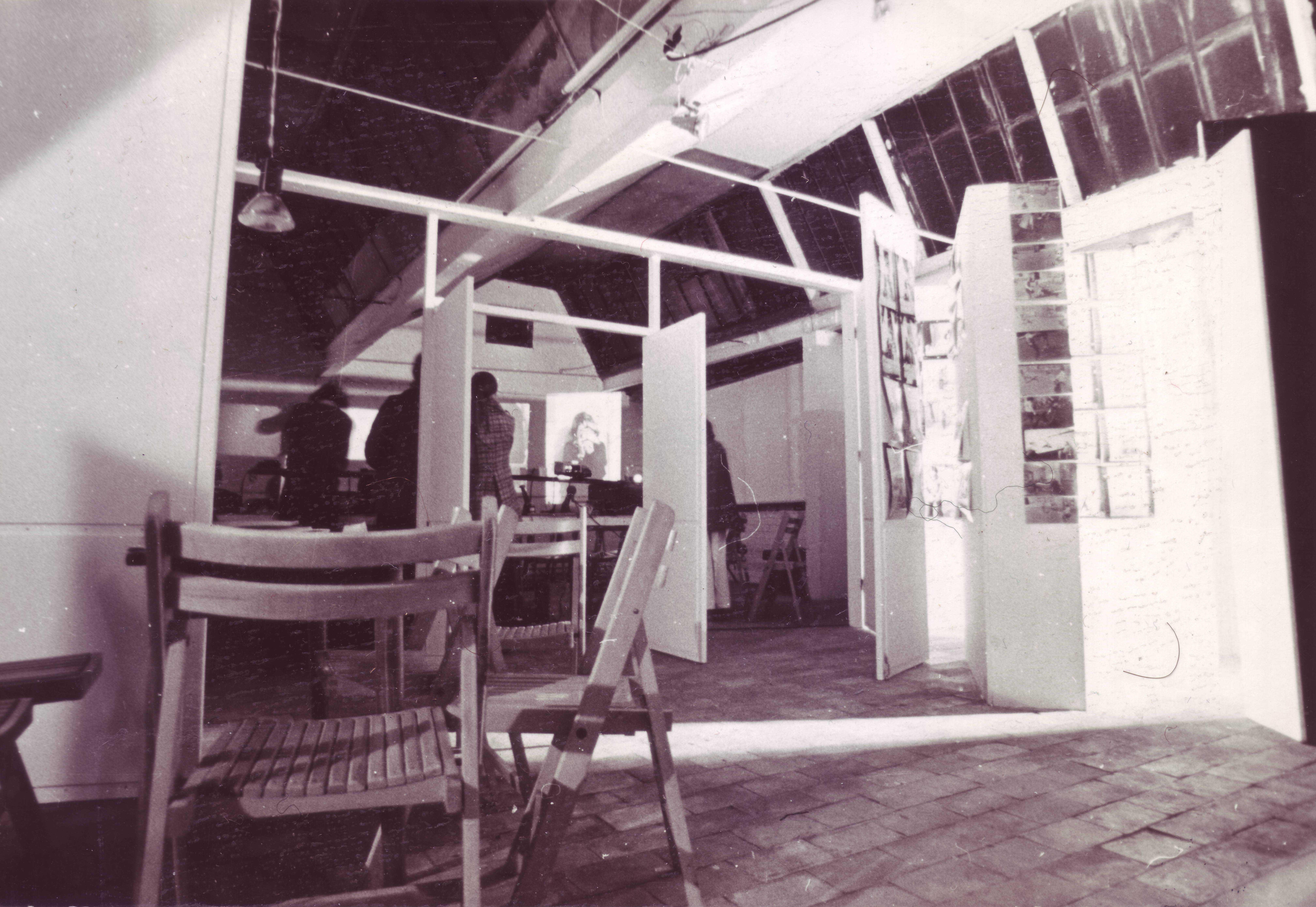
New Reform

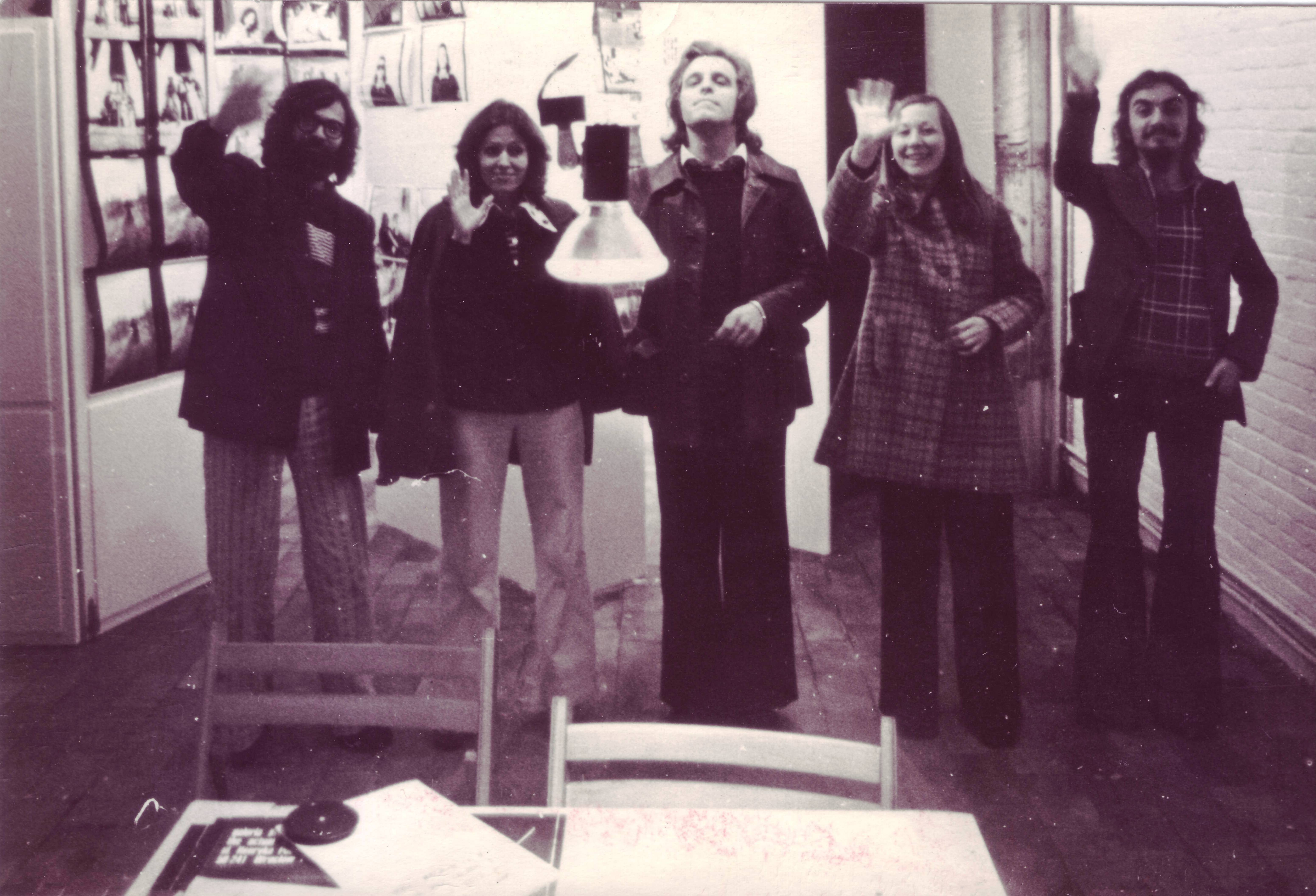
Op deze afbeelding zijn Sosnowski, Jolanta, Roger, Marie-Hélène en Haka afgebeeld.

New Reform (1970-1979) was een centrum voor kunst en multimediale projecten. Het werd opgericht in 1970 door Roger D’Hondt. Met meer dan 200 projecten was het een motor in de ontwikkeling van nieuwe creatieve kunstvormen in Vlaanderen en Europa. Kunstbegrippen als fluxus, performance, installatie- en videokunst, mail-art en andere conceptuele bewegingen kregen er een plaats. 
In het Stedelijk Museum Aalst en het Cultureel Centrum van Berchem Antwerpen werd in 1988 teruggeblikt in de archieven en vooruitgekeken naar de ontwikkelingen van de kunstenaars die vaak New Reform als startbasis van hun oeuvre hebben gezien. De retrospectieve betekende ook de start van Netwerk Aalst als kunstencentrum. Ze was ook de aanleiding voor de publicatie van een boek, ontworpen door de kunstenaars Annemie Van Kerckhoven en Danny Devos, met een 'Anthologie' van Roger D'Hondt, en een volledig overzicht van alle manifestaties en een uitgebreide keuze fotomateriaal.

## Roger D'Hondt

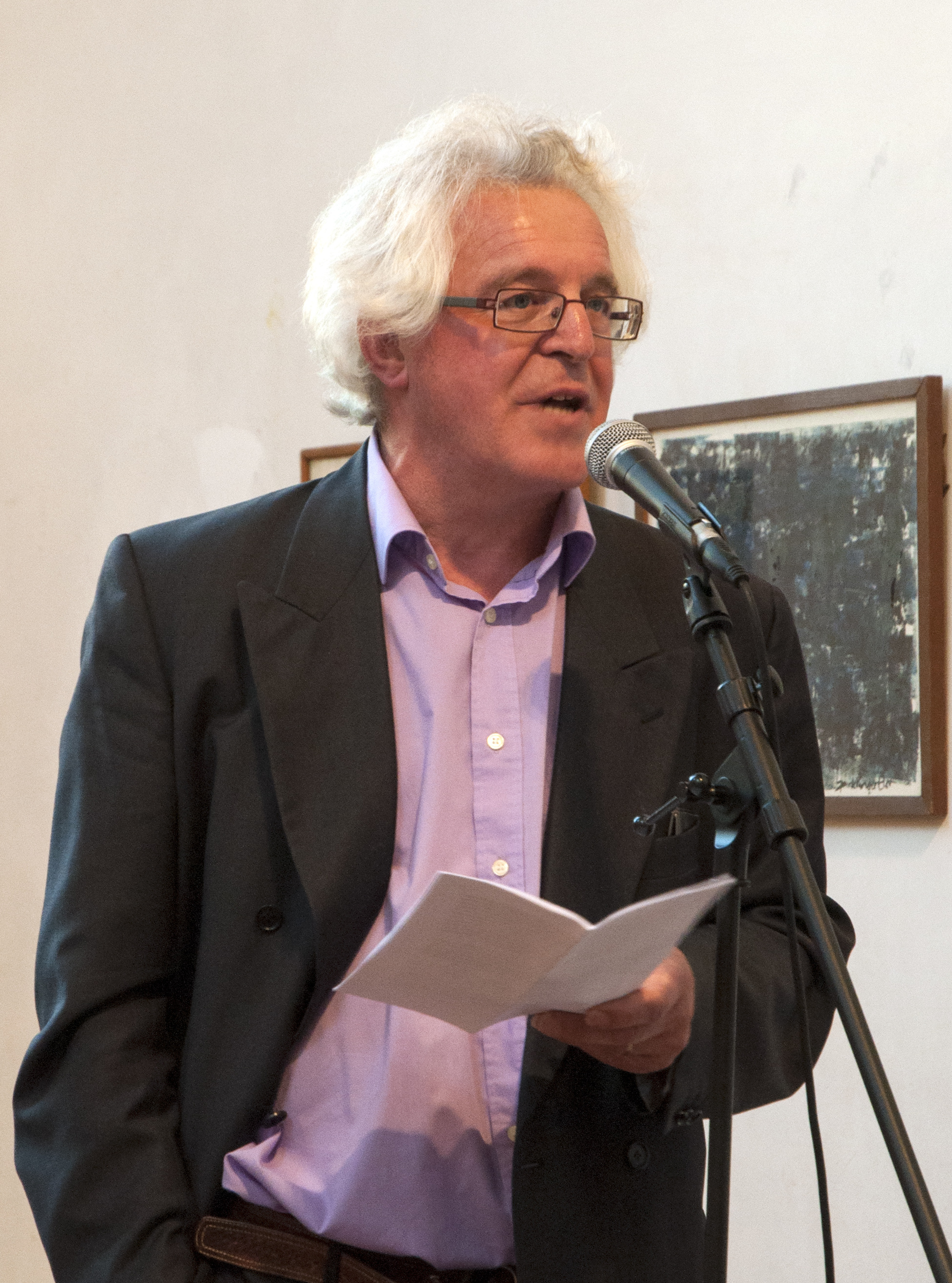
Roger D'Hondt in 2012

Roger D’Hondt (1948) was in 1967 samen met de kunstenaar Walter Schelfhout mede-oprichter van de Reform galerij die voornamelijk aandacht schonk aan de geometrische en abstracte schilderkunst. Hij publiceerde in kranten, kunsttijdschriften, boeken en digitale netwerken en werkte als freelance curator. Van 1973 tot 1975 was hij medewerker van het kunstencentrum van de Universitaire Instelling Antwerpen. Hij is laureaat van de zilveren medaille Robert Schuman (1978), een Europese cultuurprijs uitgereikt door de ‘Association des Amis de Robert Schuman’ (Metz, Frankrijk).

## New Reform Archief
Het New Reform Archief bevat meer dan 2500 dossiers van kunstenaars en instellingen die dezelfde doelstellingen nastreven als New Reform. In het archief bevinden zich duizenden documenten zoals briefwisseling, affiches, folders, films, foto's, catalogi en boeken over avant-gardekunst vanaf 1968. Het is tot stand gekomen door het bewaren van de correspondentie van het kunstcentrum New Reform en door aankopen en bevindt zich in bruikleen in het Stadsarchief van Aalst.